# Броніслава Веруш-Ковальська
Броніслава Веруш-Ковальська, Броніслава Ковальська, уроджена Krajewska, пол. Bronisława Wierusz-Kowalska, Bronisława Kowalska (* XIX ст. — † 27 березня 1920 г., fl. 1887–1920) — польська письменниця і перекладачка французької літератури.
Авторка історичних і пригодницьких повістей і оповідань, зокрема, «У морі: пригоди молодого моряка», «Над Балтикою: спогади з подорожі», «Подарунок від Іоанна та інші казки», «Скарб маорі: розповіді з життя поселенців у Новій Зеландії»; а також перекладів та відгуків з французької літератури, які з'являлися в щотижневиках для дітей і молоді «Друг дітей», «Tygodnik Mód i Powieści» (Тижневик моди та повісті).
Переклала три повісті Жуля Верна: «Пригоди Симона Харта», переклад датується 1896 роком, вийшов частинами в тижневику «Друг дітей», «Надзвичайні пригоди пана Антифера» (1894–1895) і «В пошуках Африки» (видавався частинами в «Другові дітей» у 1901, повністю у 1907).
Перекладала твори Поля Бурже, Крістіана Рейда, Елі Бертети та Жана Мере.